# José Ortega Valcárcel
José Ortega Valcárcel (n. 1940 en Villadiego, Burgos, España) es un geógrafo español, catedrático de Análisis Geográfico Regional en la Universidad de Cantabria y en la Universidad de Valladolid (Castilla y León). Fue consejero de Medio Ambiente del Gobierno de Cantabria del año 2003 a 2007.
Especializado en desarrollo rural y ordenación del territorio, es autor de numerosas publicaciones sobre teoría y pensamiento geográfico, siendo una figura relevante dentro de los estudios de geografía llevados a cabo en España.

## Obras
- Los horizontes de la geografía.

- Datos: Q5944407